# Callicarpa kwangtungensis
Callicarpa kwangtungensis là một loài thực vật có hoa trong họ Hoa môi. Loài này được Chun mô tả khoa học đầu tiên năm 1934.